# Endre Tilli
Endre Tilli, född 15 augusti 1922 i Budapest, död 14 augusti 1958 i Shannon, var en ungersk fäktare.
Tilli blev olympisk bronsmedaljör i florett vid sommarspelen 1952 i Helsingfors.